# Bremer Financial Corporation
Die Bremer Financial Corporation ist ein im Jahr 1943 von Otto Bremer gegründetes Finanzunternehmen aus Saint Paul (Minnesota). Sie gehört heute der gemeinnützigen Otto Bremer Foundation und betreibt die Bremer Bank in den drei US-Staaten Minnesota, North Dakota und Wisconsin. Otto Bremer (* 22. Oktober 1867 in Seesen; † 18. Februar 1951 in Minnesota) kam im Jahr 1886 als deutscher Emigrant nach Minnesota.